# 第89屆國家評論協會獎
第89屆美國國家評論協會，表揚在2017年的最佳電影作品，頒獎日期為2017年11月28日。

## 十大佳片
- 《郵報：密戰》
- 《玩命再劫》
- 《以你的名字呼喚我》
- 《大災難家》
- 《縮小人生》
- 《歡迎光臨奇幻城堡》
- 《敦克爾克大行動》
- 《逃出絕命鎮》
- 《花樣小姐》
- 《羅根》
- 《霓裳魅影》

## 五大外語片
- 《不思議女人》
- 《弗蘭茲》
- 《無愛可訴》
- 《自由廣場》
- 《夏日1993》

## 五大紀錄片
- 國寶銀行：小到可以進監獄
- 硫磺與榮耀 （页面存档备份，存于）
- 艾瑞克克萊普頓；十二間酒吧生活 （页面存档备份，存于）
- 最酷的旅伴
- 地獄之地：敘利亞的衰落與Isis的崛起 （页面存档备份，存于）

## 十大獨立影片
- 晚宴上的比特麗茲（英语：Beatriz at Dinner）
- 熊幸福騙局（英语：Brigsby Bear）
- 鬼魅浮生（英语：A Ghost Story）
- 惡女馬克白
- 羅根好好運
- 梵谷：星夜之謎
- 我和我的不完美老爸（英语：Menashe (film)）
- 諾曼人生（英语：Norman: The Moderate Rise and Tragic Fall of a New York Fixer）
- 派蒂有嘻哈（英语：Patti Cake$）
- 極地追擊

## 獲獎名單
最佳影片
- 《郵報：密戰》

最佳導演
- 葛莉塔·潔薇，《淑女鳥》

最佳男主角
- 湯姆·漢克斯，《郵報：密戰》

最佳女主角
- 梅莉·史翠普，《郵報：密戰》

最佳男配角
- 威廉·達佛，《歡迎光臨奇幻城堡》

最佳女配角
- 蘿莉・麥卡佛（英语：Laurie Metcalf），《淑女鳥》

最佳原創劇本 
- 保羅·湯瑪斯·安德森，《霓裳魅影》

最佳改編劇本
- 史考特·諾伊史達特（英语：Scott Neustadter）、麥可·H·偉柏（英语：Michael H. Weber），《大災難家》

最佳動畫片
- 可可夜總會

突破演出男主角
- 提摩西柴勒梅德（英语：Timothée Chalamet），《以你的名字呼喚我》

最佳首部導演作品 
- 喬登·皮爾，《逃出絕命鎮》

最佳外語片
- 《狐步舞(以色列)（英语：Foxtrot (2017 film)）》

最佳紀錄片
- 《珍(美國)（英语：Jane (2017 film)）》

最佳整體演出
- 《逃出絕命鎮》

聚光燈獎 
- 派蒂·珍金斯，蓋兒·加朵

自由言論獎
- 《他們先殺了我父親：柬埔寨女孩的回憶》
- 《Let It Fall: Los Angeles 1982-1992》

## 外部連結
- 官方网站